# Timoléon Kopsachílis
Timoléon Kopsachílis (en grec Τιμολέων Κοψαχείλης), né le 22 septembre 1952 à Dotsikó est un homme politique grec.

## Biographie
Aux élections législatives grecques de janvier 2015, il est élu député au Parlement grec sur la liste de la Nouvelle Démocratie dans la circonscription de Grévéna.